# Городские населённые пункты Амурской области
Амурская область включает 25 городских населённых пунктов, в том числе:
- 10 городов.
- 15 посёлков городского типа (рабочих посёлков).

## Города
Среди 10 городов выделяются:
- 7 городов, соответствующих категории областного подчинения (в списке выделены оранжевым цветом), которые в рамках организации местного самоуправления образуют городские округа,
- 1 город как закрытое административно-территориальное образование (ЗАТО) — в списке выделен серым цветом — в рамках организации местного самоуправления образует городской округ;
- 2 города, соответствующих категории районного подчинения (в рамках организации местного самоуправления входят в соответствующие мун. район и мун. округ).

| №  | название     | район / мун. округ / город областного подчинения / ЗАТО | мун.район / мун./гор. округ | население (чел.) | основание / первое упоминание | статус города | герб |
| -- | ------------ | ------------------------------------------------------- | --------------------------- | ---------------- | ----------------------------- | ------------- | ---- |
| 1  | Белогорск    | Белогорск                                               | Белогорск, ГО               | ↘60 350          | 1860                          | 1926          |      |
| 2  | Благовещенск | Благовещенск                                            | Благовещенск, ГО            | ↘239 864         | 1856                          | 1858          |      |
| 3  | Завитинск    | Завитинский мун.округ                                   | Завитинский мун.округ       | ↘9253            | 1906                          | 1954          |      |
| 4  | Зея          | Зея                                                     | Зея, ГО                     | ↘18 864          | 1879                          | 1906          |      |
| 5  | Райчихинск   | Райчихинск                                              | Райчихинск, ГО              | ↗15 860          | 1932                          | 1944          |      |
| 6  | Свободный    | Свободный                                               | Свободный, ГО               | ↗48 789          | 1912                          | 1912          |      |
| 7  | Сковородино  | Сковородинский район                                    | Сковородинский мун.район    | ↘6687            | 1908                          | 1927          |      |
| 8  | Тында        | Тында                                                   | Тында, ГО                   | ↘28 160          | 1907                          | 1975          |      |
| 9  | Циолковский  | Циолковский (ЗАТО)                                      | Циолковский (ЗАТО), ГО      | ↗7429            | 1961                          | 2015          |      |
| 10 | Шимановск    | Шимановск                                               | Шимановск, ГО               | ↘16 178          | 1910                          | 1950          |      |

## Посёлки городского типа
Среди 15 посёлков городского типа (рабочих посёлков) выделяются:
- 1 пгт, соответствующий категории областного подчинения, — в списке выделен оранжевым цветом — в рамках организации местного самоуправления образует городской округ;
- 1 пгт в подчинении посёлку городского типа областного подчинения,
- 13 пгт в составе районов (в рамках организации местного самоуправления входят в соответствующие мун. районы или мун. округа).

| №  | название        | район / пгт областного подчинения | мун.район / мун./гор. округ | население (чел.) |
| -- | --------------- | --------------------------------- | --------------------------- | ---------------- |
| 1  | Архара          | Архаринский район                 | Архаринский мун.район       | ↘7580            |
| 2  | Бурея           | Бурейский мун.округ               | Бурейский мун.округ         | ↘3375            |
| 3  | Ерофей Павлович | Сковородинский район              | Сковородинский мун.район    | ↘4239            |
| 4  | Магдагачи       | Магдагачинский район              | Магдагачинский мун.район    | ↘9056            |
| 5  | Новобурейский   | Бурейский район                   | Бурейский мун.округ         | ↘6676            |
| 6  | Новорайчихинск  | Прогресс                          | р.п. Прогресс, ГО           | ↘1147            |
| 7  | Прогресс        | Прогресс                          | р.п. Прогресс, ГО           | ↘9820            |
| 8  | Серышево        | Серышевский район                 | Серышевский мун.район       | ↘9271            |
| 9  | Сиваки          | Магдагачинский район              | Магдагачинский мун.район    | ↘1236            |
| 10 | Талакан         | Бурейский мун.округ               | Бурейский мун.округ         | ↘3132            |
| 11 | Токур           | Селемджинский район               | Селемджинский мун.район     | ↘579             |
| 12 | Уруша           | Сковородинский район              | Сковородинский мун.район    | ↘2873            |
| 13 | Ушумун          | Магдагачинский район              | Магдагачинский мун.район    | ↘1668            |
| 14 | Февральск       | Селемджинский район               | Селемджинский мун.район     | ↘3495            |
| 15 | Экимчан         | Селемджинский район               | Селемджинский мун.район     | ↘764             |

### Бывшие пгт
- Березовка — пгт с 1981 года. Преобразован в сельский населённый пункт в 1991 году.
- Варваровка — преобразован в сельский населённый пункт в 1996 году.
- Возжаевка — пгт с 1980 года. Преобразован в сельский населённый пункт в 1995 году.
- Глубокий — преобразован в сельский населённый пункт в 1968 году.
- Екатеринославка — пгт с 1964 года. Преобразован в сельский населённый пункт в 1991 году.
- Завитая — пгт с 1936 года. Преобразован в город Завитинск в 1954 году.
- Златоустовск — пгт с 1942 года. Преобразован в сельский населённый пункт в 2010 году[8].
- Кивдинский — пгт с 1929 года. Преобразован в сельский населённый пункт в 1982 году.
- Кировский — пгт с 1940 года. Преобразован в сельский населённый пункт в 1968 году.
- Коболдо — пгт с 1958 года. Преобразован в сельский населённый пункт в 2012 году.
- Лукачёк — пгт с 1942 года. Преобразован в сельский населённый пункт в 1974 году.
- Майский — пгт с 1939 года. Преобразован в сельский населённый пункт в 1997 году.
- Невер — пгт с 1934 года. Преобразован в сельский населённый пункт в 2001 году[9].
- Огоджа — пгт с 1958 года. Преобразован в сельский населённый пункт в 2012 году.
- Октябрьский — пгт с 1939 года. Преобразован в сельский населённый пункт в 1995 году.
- Поярково — пгт с 1963 года. Преобразован в сельский населённый пункт в 1992 году.
- Райчихинск — пгт с 1934 года. Преобразован в город в 1944 году.
- Соловьёвск — пгт с 1934 года. Преобразован в сельский населённый пункт в 1996 году.
- Среднебелая — пгт с 1981 года. Преобразован в сельский населённый пункт в 1991 году.
- Средняя Нюкжа — пгт с 1933 года. До 1938 года назывался Блюхеровск. Преобразован в сельский населённый пункт в 1950-е годы.
- Стойба — пгт с 1942 года. Преобразован в сельский населённый пункт в 2008 году[10].
- Талдан — пгт с 1950 года. Преобразован в сельский населённый пункт в 2001 году[9].
- Тахтамыгда — пгт с 1957 года. Преобразован в сельский населённый пункт в 2001 году[9].
- Тыгда — пгт с 1958 года. Преобразован в сельский населённый пункт в 1993 году.
- Тындинский — пгт с 1941 года. Преобразован в город Тында в 1975 году.
- Шимановский — пгт с 1929 года. Преобразован в город Шимановск в 1950 году.
- Широкий — преобразован в сельский населённый пункт в 2009 году.
- Углегорск — преобразован в город Циолковский в 2015 году[11][12].
- Ясный — преобразован в сельский населённый пункт в 1979 году.